# Keiki Shimizu
Keiki Shimizu (清水 慶記 Shimizu Keiki?), född 10 december 1985 i Gunma prefektur, är en japansk fotbollsspelare.
Shimizu började sin karriär 2008 i Omiya Ardija. 2016 blev han utlånad till Thespakusatsu Gunma. 2018 blev han utlånad till Blaublitz Akita. Han gick tillbaka till Omiya Ardija 2019. 2020 flyttade han till Thespakusatsu Gunma.